# Jan Władysław Korsak Zaleski
Jan Władysław (Władysław Jan) Korsak Zaleski herbu własnego – chorąży połocki od 1668 roku, podczaszy połocki w latach 1654–1667, dworzanin i strukczaszy Jego Królewskiej Mości.
Poseł sejmiku połockiego na sejm 1655 roku, sejm 1658 roku, sejm 1661 roku, sejm 1662 roku. 
Był elektorem Michała Korybuta Wiśniowieckiego z województwa połockiego w 1669 roku. W 1674 roku był elektorem Jana III Sobieskiego z województwa połockiego. Poseł sejmiku połockiego na sejm 1678/1679 roku.